# Мухаммед Якуб-хан
Мухаммед Якуб-хан (1849 — 15 листопада 1923) — емір Афганістану.
Мухаммед Якуб-хан був сином афганського еміра Шир-Алі, отримав від нього в управління провінцію Герат. У 1870 році повстав проти батька, але зазнав поразки й у 1874 році був ув'язнений.
Під час другої англо-афганської війни Шир-Алі, зазнав поразки від англійців, втік у 1879 до російських володінь, залишивши владу сину Якуб-хану. Ставши еміром, Якуб-хан підписав у травні 1879 року з британцями Гандамакську угоду, за якою Афганістан втратив частину території та був зобов'язаний допустити в Кабул британського резидента. Восени в Кабулі повстали афганські війська й убили британського резидента й усю місію. Якуб-хан надав перевагу зреченню престолу і втекти під захист британських військ, після чого назавжди виїхав до Британської Індії.